# Lucas Sanseviero
Lucas Martín Sanseviero Pérez (San Ramón, 5 agosto 2000) è un calciatore uruguaiano, attaccante del Danubio.

## Carriera
Sanseviero è cresciuto nelle giovanili del Nacional. Nel 2022 è stato ceduto in prestito al Central Español, dove ha debuttato il 20 marzo nell'incontro di Segunda División pareggiato 1-1 contro il Racing Montevideo. Il 30 aprile seguente ha segnato il suo primo gol nel successo per 3-2 sul La Luz.
Nel 2023 è passato a titolo definitivo all'Uruguay Montevideo, dove si è messo in mostra realizzando 7 reti in 30 partite. Nel 2024 è stato acquistato a titolo definitivo dal Danubio.

## Statistiche

### Presenze e reti nei club
Statistiche aggiornate al 3 maggio 2024.
| Stagione        | Squadra            | Campionato      | Campionato | Campionato | Coppe nazionali | Coppe nazionali | Coppe nazionali | Coppe continentali | Coppe continentali | Coppe continentali | Altre coppe | Altre coppe | Altre coppe | Totale | Totale | Totale |
| Stagione        | Squadra            | Comp            | Pres       | Reti       | Comp            | Pres            | Reti            | Comp               | Pres               | Reti               | Comp        | Pres        | Reti        | Pres   | Reti   |        |
| --------------- | ------------------ | --------------- | ---------- | ---------- | --------------- | --------------- | --------------- | ------------------ | ------------------ | ------------------ | ----------- | ----------- | ----------- | ------ | ------ | ------ |
| 2022            | Central Español    | SD              | 23         | 1          | CU              | 2               | 0               |                    | -                  | -                  |             | -           | -           | 25     | 1      |        |
| 2023            | Uruguay Montevideo | SD              | 30         | 7          | CU              | 0               | 0               |                    | -                  | -                  |             | -           | -           | 30     | 7      |        |
| 2024            | Danubio            | PD              | 4          | 0          | CU              | 1               | 0               | CS                 | 4                  | 0                  |             | -           | -           | 9      | 0      |        |
| Totale carriera | Totale carriera    | Totale carriera | 57         | 8          |                 | 2               | 0               |                    | 4                  | 0                  |             | -           | -           | 63     | 8      |        |